# Ndoola
Le ndoola (ou ndoro, njoyame, nundoro) est une langue bantoïde mambiloïde  parlée au Nigeria dans l'État de Taraba et au Cameroun dans la région de l'Adamaoua, le département du Faro-et-Déo  au sud de l'arrondissement de Mayo-Baléo, en amont de la rivière Mayo Déo, dans le village de Dodéo près de la frontière nigeriane, également dans la région du Nord-Ouest, le département du Donga-Mantung, au nord de Nkambé.
Au Nigeria le nombre de locuteurs a été estimé à 60 400. C'est une langue en voie de disparition au Cameroun où on comptait 2 120 locuteurs en 2000.